# Callona iridescens
Callona iridescens är en skalbaggsart som först beskrevs av White 1853.  Callona iridescens ingår i släktet Callona och familjen långhorningar.
Artens utbredningsområde är Guatemala. Inga underarter finns listade.